# Numerus apertus
Numerus apertus es una locución latina que puede traducirse como lista abierta. Se emplea cuando se pretende expresar, con finalidad o valor jurídico, que una determinada relación no se agota en su propia expresión sino que se halla abierta y admite la acumulación o inclusión de nuevas unidades o individualidades.
La locución contraria sería numerus clausus.
- Datos: Q6047082